# Morteau
Morteau é uma comuna francesa na região administrativa de Borgonha-Franco-Condado, no departamento de Doubs. Estende-se por uma área de 14,11 km². Em 2010 a comuna tinha 7 217 habitantes (densidade: 511,5 hab./km²).